# Kršćanska adventistička crkva u Vrapču
Kršćanska adventistička crkva Vrapče pripada kršćanskoj protestantskoj vjeri, unutar koje se svrstava u granu adventizma. Nalazi se u zagrebačkoj gradskoj četvrti Podsused – Vrapče, gdje djeluje kao središte vjerskog života pripadnika ove zajednice.

## Galerija
- Unutrašnjost crkve
- Unutrašnjost crkve
- Unutrašnjost crkve
- Pristup crkvenoj dvorani
- Ulaz u zgradu u kojoj se nalazi crkva
- Pročelje zgrade
- Zgrada u kojoj je smještena crkva

## Vanjske poveznice
- Više informacija o radu i aktivnostima Adventističke crkve Vrapče možete pronaći na poveznici: (hrv.)